# 長野市一家3人殺害事件
長野市一家3人殺害事件（ながのしいっか3にんさつがいじけん）とは、2010年（平成22年）3月に長野県長野市で発生した一家殺人事件。
この事件が発覚するきっかけとなった貸倉庫内にあったワゴン車から遺体が見つかった事件についても本記事で解説する。

## 概要
2010年4月10日、長野市若宮の貸倉庫内にあったワゴン車から、身元不明の男性の遺体が見つかった。
事件に絡み、貸倉庫を使用している会社の実質的な経営者の男などから事情聴取を進めた。
その後本事件について、3月下旬から行方不明となっていて、親族が捜索願を出していた長野県長野市在住の一家3人について遺体を埋めたと自供した。
その供述に基づいて捜索したところ、2010年4月14日に愛知県西尾市南奥田町の資材置き場に遺棄されているのが発見された。
3人はいずれも窒息死だった。
また、発覚のきっかけとなったワゴン車内の遺体は、行方不明になっていた一家の長男の知人であった。
長野県警長野中央警察署は殺人事件として捜査して4月15日にM・A・I・Bの4人を死体遺棄の疑いで逮捕 、 2010年5月5日に強盗殺人容疑で4人を再逮捕した。そのうち3人の容疑者M・A・Iは韓国籍男性の会社の従業員である。愛知県幸田町の資材置き場では遺体を運ぶのに使ったとされるトラックが見つかった。最終的に4人は共謀して2010年3月28日に金銭トラブルから被害者の首をロープで絞めて窒息死させて現金約416万円などを奪い、西尾市の資材置き場にトラックで遺体を運んで埋めたとして強盗殺人罪・死体遺棄罪で起訴された。なお、Bは殺害行為には加担していない。
長男の知人男性が殺害された事件では殺害されてすでに亡くなっている韓国籍男性について長野市若宮の貸倉庫内に遺体を遺棄した容疑で2010年8月10日に容疑者死亡のまま書類送検している。その後、容疑者死亡のため不起訴。2010年5月31日に死体遺棄の疑いで逮捕されたM・Mの知人Cについては殺人容疑で再逮捕されていたが、殺人については不起訴となり、死体遺棄罪でのみ起訴された。

## 長野市一家3人殺害事件の裁判経過
第一審を担当した長野地裁はM（2011年3月25日）・A（2011年12月6日）・I（2011年12月27日）に求刑通り死刑・殺害行為に加担していないBにはM・A・Iとの共謀を認めた上で懲役28年(求刑・無期懲役)をそれぞれ言い渡した。
控訴審を担当した東京高裁では、A（2014年2月27日）を従属的だったとして無期懲役・Bを強盗殺人幇助罪にとどまるとして懲役18年に減刑したものの、M（2012年3月22日）・I（2014年2月20日）の死刑判決は維持。最高裁では全被告の上告を棄却（Mは2014年9月2日・Aは2015年2月9日・Iは2016年4月26日・Bは2013年9月30日）し、M・Iの死刑、Aの無期懲役、Bの懲役18年の判決が確定した。
2021年9月20日時点で、死刑囚M・Iは共に東京拘置所に収監されている。

## 貸倉庫の殺人事件の裁判経過
2010年9月16日、長野地裁は死体遺棄の疑いで起訴されていたCに懲役2年（求刑懲役2年6月）を言い渡した。控訴せず確定。

## 判決文
- Ｉの上告審の判決文-平成28年4月26日、最高裁判所第三小法廷が宣告／平成26(あ)第477号／強盗殺、死体遺棄被告事件